# S/2004 S 28
S/2004 S 28 este un satelit natural al lui Saturn. Descoperirea sa a fost anunțată de Scott S. Sheppard⁠(d), David C. Jewitt⁠(d) și Jan Kleyna⁠(d) pe 7 octombrie 2019 din observații efectuate între 12 decembrie 2004 și 21 martie 2007. 
S/2004 S 28 are aproximativ 4 kilometri în diametru și orbitează în jurul lui Saturn la o distanță medie de 22,020 Gm în 1220,31 zile, la o înclinație de 170° față de ecliptică, în sens retrograd și cu o excentricitate de 0,143. 